# パブロ・カサード
パブロ・カサード・ブランコ（スペイン語: Pablo Casado Blanco, 1981年2月1日 - ）は、スペイン・パレンシア県パレンシア出身の政治家。カサードの政治思想は新保守主義であるとされ、ホセ・マリア・アスナール（元スペイン首相）やエスペランサ・アギーレ（元スペイン上院議長）に近いとされている。

## 経歴

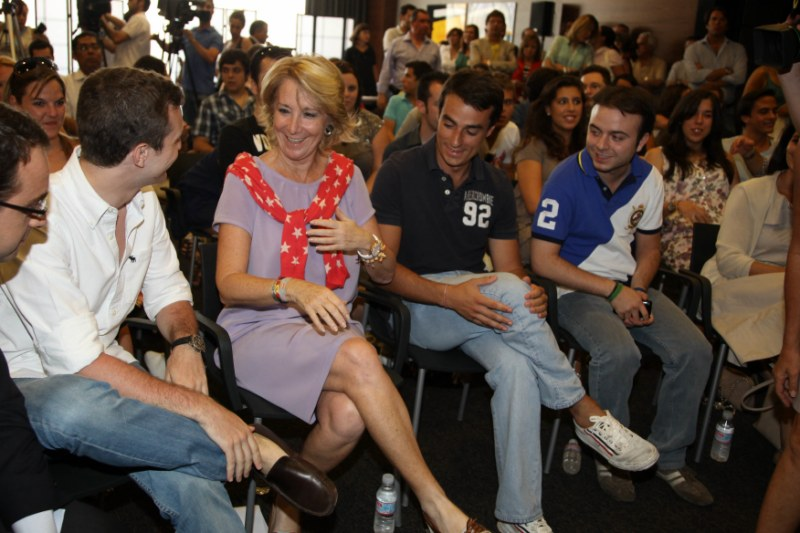
エスペランサ・アギーレ（金髪）と談笑するカサード（白シャツ）

カサードは1981年2月1日にパレンシア県パレンシアに生まれた。父親は医者であり、母親は大学教員である。1999年にICADE法学校（現在はポンティフィシア・コミーリャス大学の一部）に入学したが、最終的には2007年にマドリード・コンプルテンセ大学から法学の学位を得た。この間の2003年に国民党(PP)の党員となっている。
2007年から2014年には、フアン・カルロス王大学から経営学の学位と行政法の修士号を得たと主張しているが、その正当性が論争の対象となっている。2007年にはマドリード州議会議員に就任し、2009年まで州議会議員を務めた。2011年の2011年スペイン議会総選挙には、アビラ県選挙区から出馬してスペイン下院議員に当選した。
2017年には国民党の副報道官に就任した。2018年6月にマリアーノ・ラホイ・ブレイが国民党の党首を辞任するとカサードは党首選挙に出馬し、ラホイの側近のソラヤ・サエンス・デ・サンタマリーア前副首相を大差で破り新党首に選出された。